# Міжнародна премія імені Володимира Винниченка
Міжнаро́дна пре́мія і́мені Володи́мира Винниче́нка — премія, заснована у 1990 році Українським фондом культури імені Бориса Олійника (УФК), яким опікувався Борис Олійник — голова правління фонду у 1987—2017 роках. Премію присуджують за особливі досягнення в літературі, мистецтві та благодійницькій діяльності.

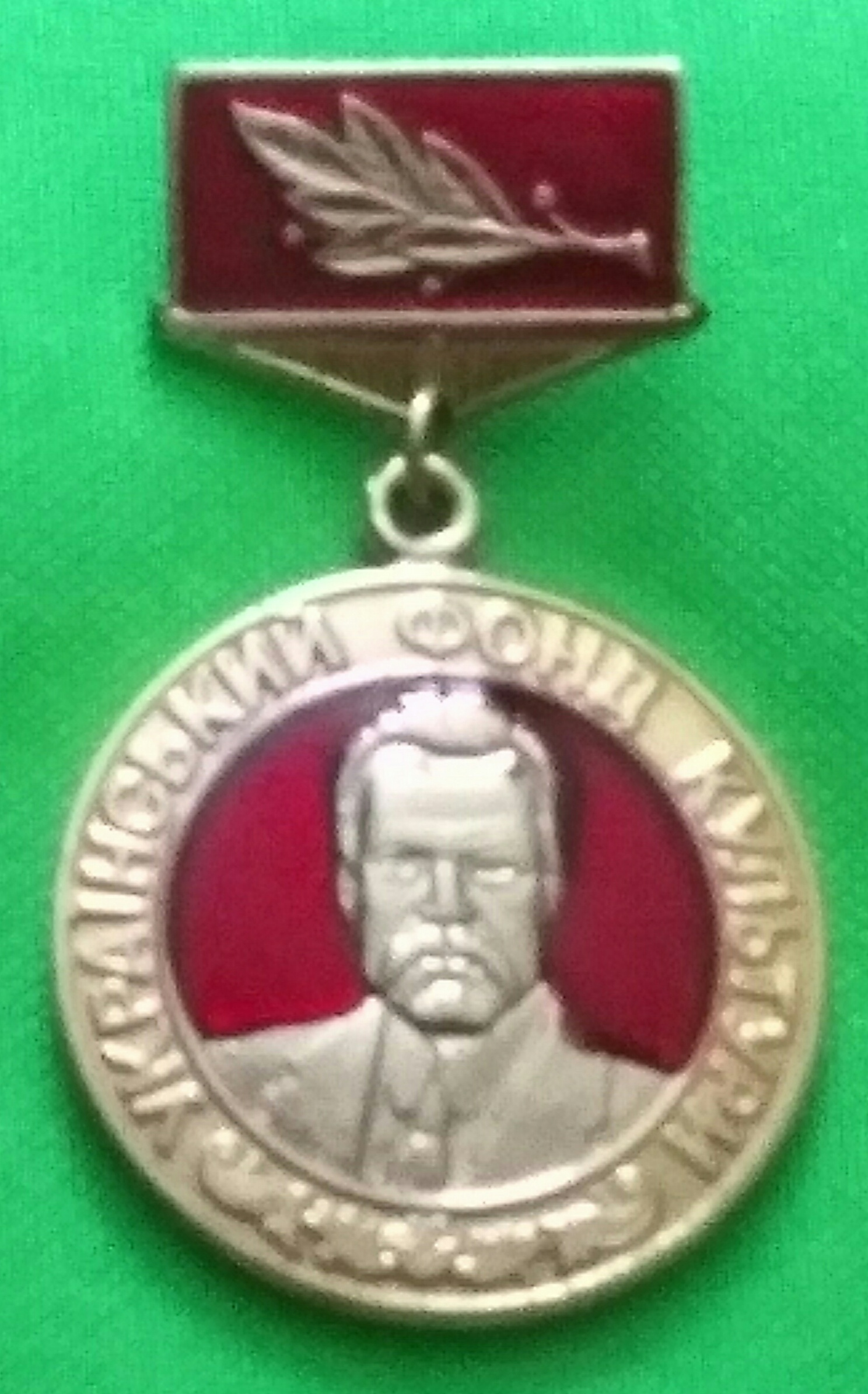
Відзнака Міжнародної премії ім. В.Винниченка (титульна сторона)
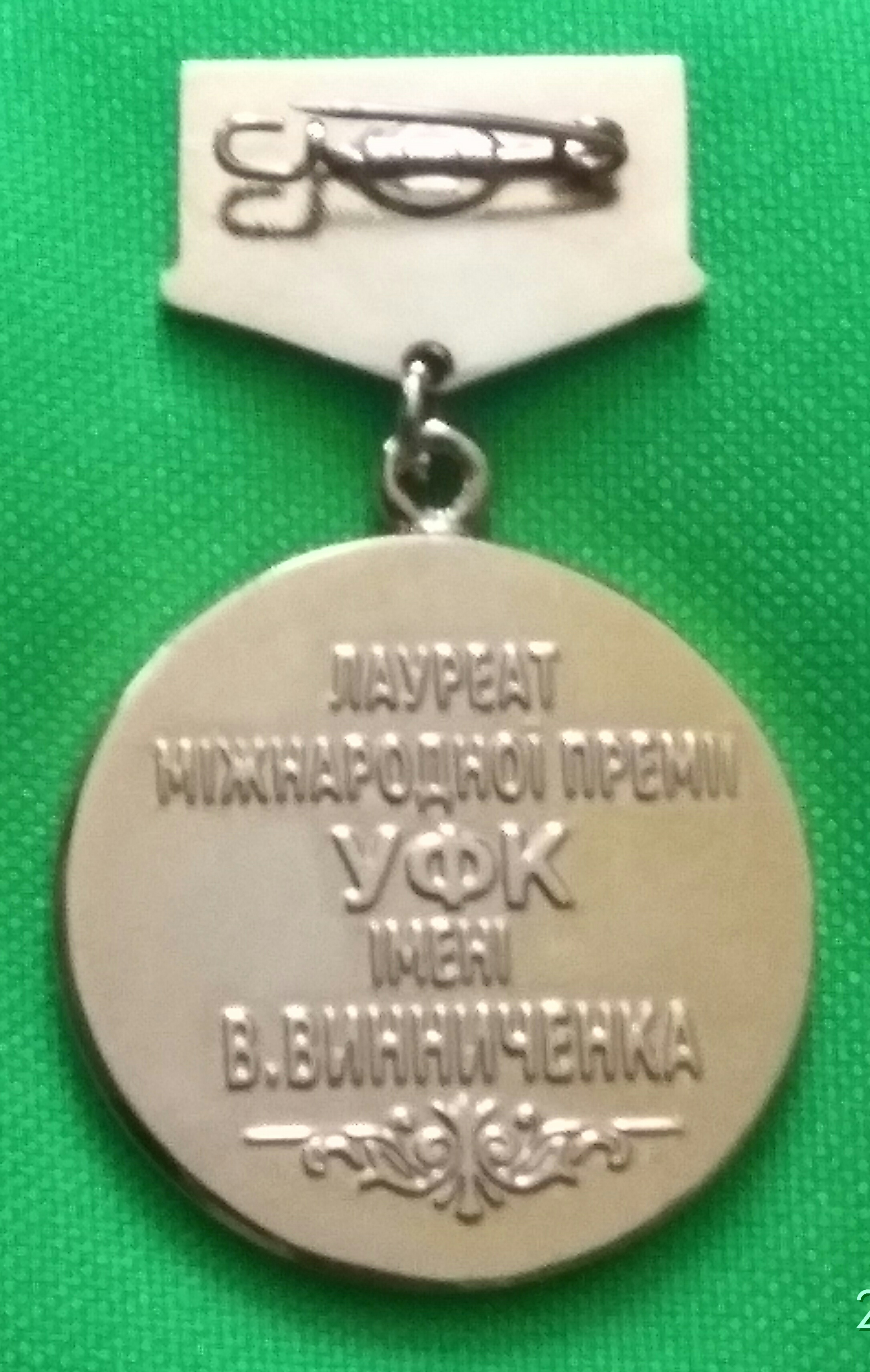
Відзнака Міжнародної премії ім. В.Винниченка (тильна сторона)
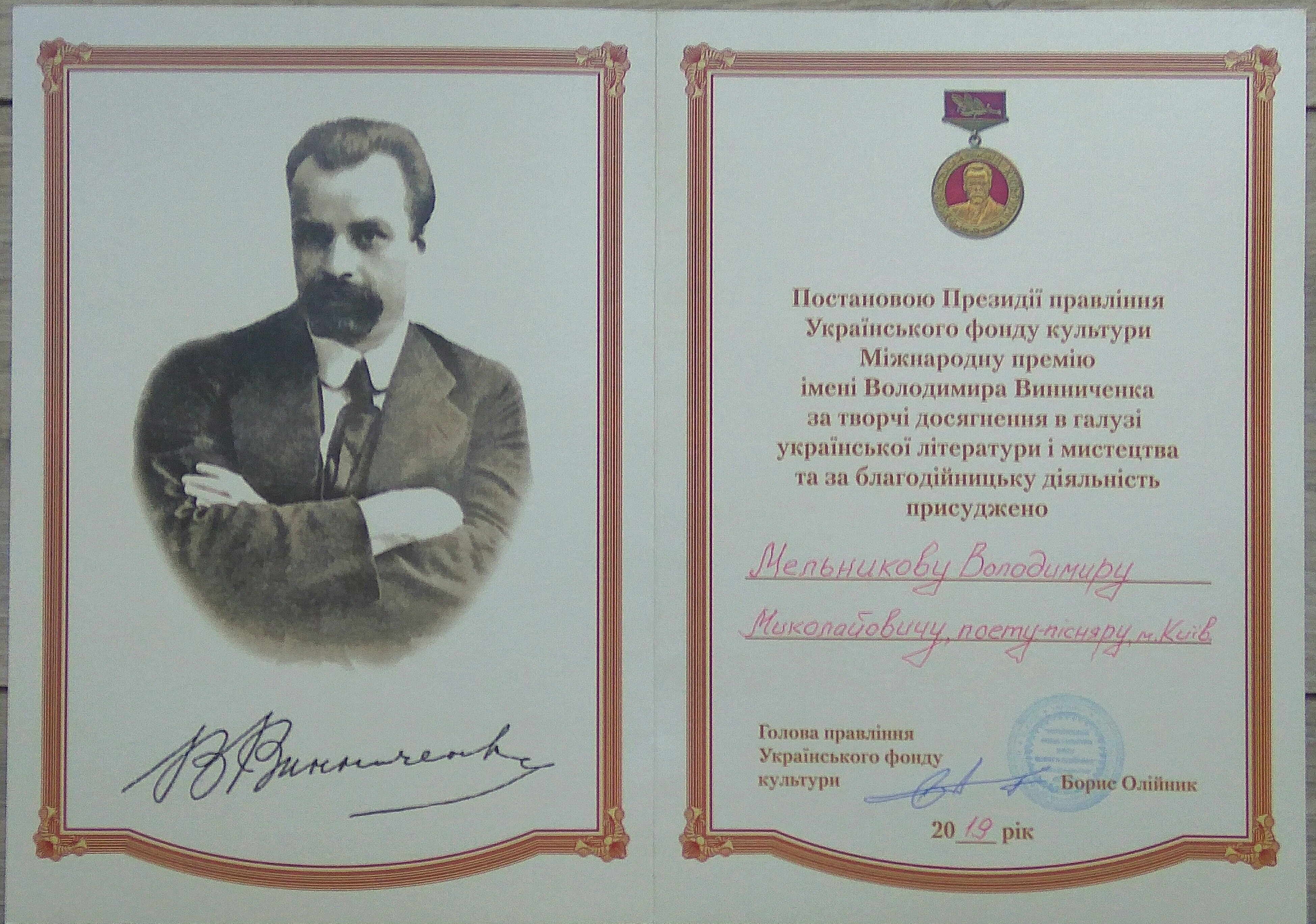
Диплом премії ім. В.Винниченка

## Історія заснування і вручення

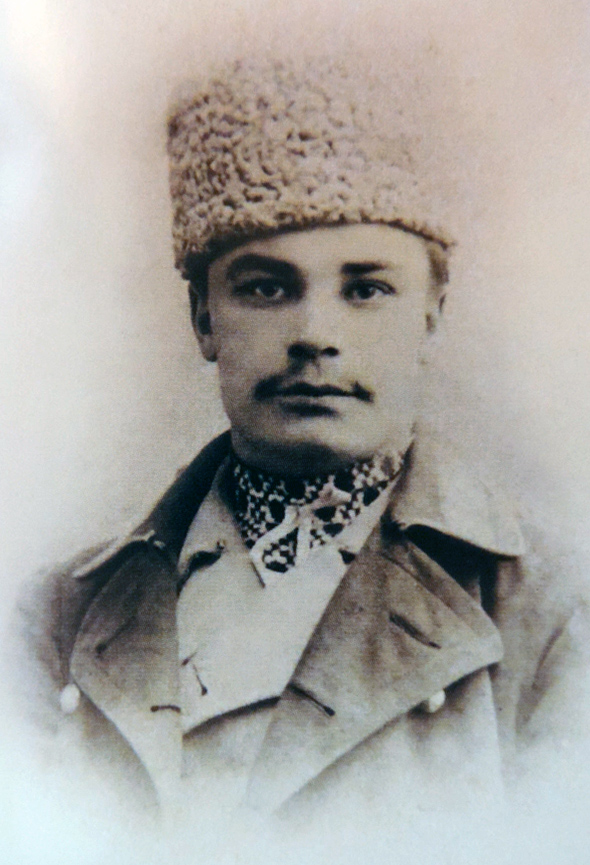
Володимир Винниченко на початку XX століття

Премія освячена іменем Винниченка — людини складної долі, одного із найвидатніших письменників XX століття, талановитого художника, державного та політичного діяча, Першого міністра Української Народної Республіки. За час існування відзнаки її лауреатами стали десятки вітчизняних і зарубіжних літераторів, артистів, художників та доброчинців, зокрема з Канади, США, Росії, Австрії, Великої Британії, Сирії, Польщі та Югославії.
Першими цю премію здобули: відомий український письменник і правозахисник, дійсний член Української вільної академії наук у Нью-Йорку Микола Руденко, книжки якого були вилучені з бібліотек, а ім'я не згадувалося протягом двох десятиліть, а також визначний учений-літературознавець Григорій Костюк — голова комісії для вивчення і публікації спадщини Володимира Винниченка при Українській вільній академії наук у США.

## Лауреати премії

### За2021рік
- Юрій Данилець, к.і.н., доцент факультету історії та міжнародних відносин УжНУ — за книгу «Сповідниця імені Христового. Життєвий шлях ігумені Параскеви (Прокоп)»[1].

### За2020рік
- Густі Василь Петрович, письменник, публіцист, перекладач — за книгу «Притча про щастя»[2][3]

### За2019рік
- Анатолій Сахно — письменник за романи «Соло бунтівного полковника. Вершина» (2014) і «Острів Хо. Поріг болю» (2017)[4].
- Василь Кушерець — філософ, письменник, доктор філософських наук, заслужений діяч науки і техніки України за книги «Тарас Шевченко — на всі часи» (2006) та «Україна понад усе. Час для України жити» (2018).
- Микола Степаненко — громадський діяч, письменник, публіцист, скульптор за збірник «На основі взаємної поваги і довіри» (2015)[5].
- Наталя Мкртчян — сучасна українська художниця, живописець за серію картин «Спадщина Великого Євразійського степу» (2018)[6].
- Василь Василашко — український поет, журналіст за книгу «У пеклі голодоморів» (2018).
- Володимир Мельников — поет-пісняр, м. Київ[7].
- Валентина Касьянова — композиторка, м. Київ[8].
- Крістіна Синельник — артистка театру і кіно, м. Київ[9].

### За2017рік
- Олександр Савенко — публіцист, тележурналіст за програму «Український клуб» на «Центральному каналі» (КДР ТРК).
- Станіслав Лазебник — дипломат, журналіст за книгу нарисів «Люди українського закордоння», Київ, видавництво «Істина», 2016 рік.
- Сергій Коропенко — прозаїк, кінодраматург за історико-ізотеричну трилогію: «Русь. Легенда о Рюрике», «Русь. Время мечей», «Русь. Битва князей».

### За2016рік
- Ігор Гургула — український письменник, поет, драматург, публіцист, редактор і видавець.
- Олександр Масляник — український письменник, публіцист, редактор і видавець.

### За2014рік
- Чепіга Костянтин Миколайович — відомий український художник — живописець.

### За2013рік
- Курінна-Берцик Ілона Федорівна (м. Чита, Російська Федерація) — журналістка. Автор книжки «Что же мне так больно и так трудно».
- Жадько Віктор Олексійович — публіцист, прозаїк, краєзнавець. Автор книжок «Іду за Шевченком» та «Черкащина. Універсальна енциклопедія».
- Леп'явко Сергій Анатолійович — історик, краєзнавець. Автор книжки «Чернігів. Історія міста».
- Марчук Анатолій Петрович — художник, доброчинець. За створення Макарівської картинної галереї, спорудження пам'ятників на Київщині: Святителю Димитрію Ростовському, письменникам Володимиру Малику, Миколі Олійнику, Петру Сиченку.
- Славинський Микола Борисович — письменник. За художньо-документальну оповідь «Євген Товстуха: двадцять тисяч секретів», поетичні збірки «Зупини мене, Господи», «Срібне диво», «Зачароване коло кохання», «Тайнопис миті», «Світова вдова» та за вагомий внесок у розвиток національного книговидання.
- Стадниченко Володимир Якович — публіцист, журналіст, культуролог. Автор публіцистичної книжки «Садівник щастя».

### За2012рік
- Яременко Василь Васильович — український філолог, професор.
- Лазоренко Володимир Михайлович — підприємець, меценат.[10]

### За2011рік
- Горлач Леонід Никифорович — поет. Автор історичних романів у віршах «Мамай» і «Мазепа».
- Логачов Віктор Степанович — літератор, головний редактор журналу «Донбасс». Автор роману «Правы и виноваты».
- Шевченко Сергій Володимирович — літератор, публіцист, заслужений журналіст України, полковник запасу. Співавтор книжки «Розвіяні міфи. Історичні нариси і статті», виданої вперше за підтримки тільки однофамільців — Шевченків (культурна акція «Толока Шевченків», проведена в розвиток вітчизняних традицій доброчинності й меценатства).
- Вєдєнєєв Дмитро Валерійович — доктор історичних наук, професор, полковник запасу, заступник директора Українського інституту національної пам'яті. Співавтор збірника «Розвіяні міфи. Історичні нариси і статті».

### За2010рік
- Богуцький Юрій Петрович — культуролог, заслужений діяч мистецтв України, віце-президент Академії мистецтв України, професор, кандидат філософських наук, який окрім творчої та організаційної роботи благодійно підтримав низку акцій Фонду культури, в тому числі — проведення в 2010 році Всеукраїнського огляду-конкурсу за програмою УФК «Нові імена України».
- Воробей Володимир Васильович — книговидавець, доктор технічних наук, генеральний директор комп'ютерно-видавничого центру та видавничої компанії «КИТ» за успіхи в поліграфічному виконанні української книги на високому сучасному рівні та доброчинне забезпечення програм УФК друкованою продукцією.
- Ткаченко Сергій Іванович — літератор і дипломат, автор численних збірок поезій та літературознавчих творів, меценат і видавець журналу «Ятрань» на рідній для себе і В. Винниченка Кіровоградщині.

### За2009рік
- Біленко Володимир Васильович — журналіст, заступник головного редактора газети «Сільські вісті». Ним організовано перше видання праці В.Винниченка «Заповіт борцям за визволення» та здійснено ряд публікацій про життя, творчість, політичну та державотворчу діяльність В.Винниченка. Він є автором багатьох публікацій з проблем суспільно-політичного сучасного життя, української історії, культури і літератури.
- Будков Дмитро Валентинович — директор Українського центру міжнародної освіти Українського фонду культури, кандидат історичних наук. За час діяльності, згідно з програмою «Мова і культура», близько 15 тисяч дітей мали можливість удосконалювати свої знання в зарубіжжі, зокрема з англійської мови в навчальних закладах Великої Британії.
- Іванов Дмитро Йосипович — поет, публіцист, головний редактор Чернігівської обласної молодіжної газети «Гарт». Він автор багатьох збірок поезії, зосібне — «Заповіт мого роду», «Маминих слів чорнобривці», «Здрастуй, я повернувся», «Монолог тридцять третього» та інших.

### За2008рік
- Молодожанин Леонід Григорович — 93-річний скульптор (знаний у мистецтві як Лео Мол) з Канади, виходець з м. Полонне Хмельницької області. Він є автором кількох пам'ятників Тарасу Шевченку, зокрема у Вашингтоні (США), Буенос-Айресі (Аргентина), Прудентополісі (Бразилія), Санкт-Петербурзі (Росія), Київському князю Володимиру у Вінніпезі, Торонто, Лондоні і Римі, та ще багатьох інших скульптурних, живописних і графічних творів. У 1992—2007 роках Л. Молодожанин передав у дар Україні низку цінних робіт, що знаходяться тепер в музеї Шевченка в Києві.
- Шугай Олександр Володимирович — літератор. За книги, що отримали визнання в Україні та зарубіжжі: «Іван Багряний, або Через терни до Гетсиманського саду», «Притча про хату, або Сорок Святих» (про витоки добра і зла), «Усе живе — тепле», присвяченої Григору Тютюннику.
- Джуси Людмила Тимофіївна та Степан Петрович — народні художники України, відомі кримські майстри образотворчого та декоративно-прикладного мистецтва, які плідно працюють на цій ниві близько півстоліття. За серію тематичних килимів та живописні твори останніх років.
- Лосіцький Станіслав Феліціанович — доктор технічних наук, художник, активний доброчинець Українського фонду культури, який піклується вихованцями кількох дитячих будинків. За багаторічну благодійницьку діяльність.

### За2006рік
- Сергій Кальченко
- Микола Шелест — український художник.
- Галина Сиваченко — доктор філологічних наук.

### За2005рік
- Солдатенко Валерій Федорович — український історик.

### За2004рік
- Семен Антонець — за відновлення садиби письменника Володимира Короленка.
- Анатолій Кравченко — український поет письменник, публіцист, перекладач.
- Анатолій Кульчицький — український поет, музикант, співак-баяніст

### За2003рік
- Віктор Гаман — український прозаїк.
- Ярослав Поліщук — український літературознавець, культуролог, краєзнавець.

### За2002рік
- Збіґнєв Доміно — польський кіносценарист.

### За2001рік
- Шестак Надія Петрівна — українська естрадна співачка

### За1998рік
- Євген Товстуха  — український науковець, лікар-фітотерапевт, письменник.

### За 1996 рік
- Смик Роман Петрович — український лікар, громадський і культурний діяч, меценат.
- Дапчевич Гойко — чорногорський поет, югославський дипломат. Надзвичайний і Повноважний Посол Югославії в Україні (1996—2000).

### За1995рік
- Володимир Панченко — український літературний критик, літературознавець, письменник
- Клочек Григорій Дмитрович, доктор філологічних наук, професор[11]

### За 1994 рік
- Володимир Бровченко — український поет та громадський діяч.
- Леонід Череватенко — український поет, мистецтвознавець, кінокритик, сценарист.
- Михайло Ковач — український поет, прозаїк, драматург, журналіст, культурно-освітній діяч.
- Володимир Лупійчук — український скульптор, різьбяр, громадсько-політичний діяч.

### За 1993 рік
- Кравчук Петро Ількович — український публіцист з Канади.
- Луців Володимир Гаврилович — бандурист, концертний співак-тенор.

### За 1992 рік
- Чендей Іван Михайлович — український письменник, кіносценарист[12].